# Drosophila megasticta
Drosophila megasticta este o specie de muște din genul Drosophila, familia Drosophilidae, descrisă de Hardy în anul 1965. Conform Catalogue of Life specia Drosophila megasticta nu are subspecii cunoscute.